# Ione (Washington)
Ione é uma cidade  localizada no estado norte-americano de Washington, no Condado de Pend Oreille.

## Demografia
Segundo o censo norte-americano de 2000, a sua população era de 479 habitantes.
Em 2006, foi estimada uma população de 508, um aumento de 29 (6.1%).

## Geografia
De acordo com o United States Census Bureau tem uma área de
1,5 km², dos quais 1,4 km² cobertos por terra e 0,1 km² cobertos por água. Ione localiza-se a aproximadamente 637 m acima do nível do mar.

## Localidades na vizinhança
O diagrama seguinte representa as localidades num raio de 44 km ao redor de Ione.